# أدريانو ألفيس دوس سانتوس
أدريانو ألفيس دوس سانتوس (ولد في 1 يوليو 1985 في البرازيل) هو لاعب كرة قدم برازيلي يلعب حاليًا في نادي الرائد.

## روابط خارجية
- أدريانو ألفيس دوس سانتوس على موقع قاعدة بيانات كرة القدم.إي يو (الإنجليزية)
- أدريانو ألفيس دوس سانتوس على موقع Soccerway.com (الإنجليزية)